# Gaston Cadenat
Gaston Cadenat (Marsella, 26 de junio de 1905 - Clichy, 14 de junio de 1966) fue un escultor francés.

## Datos biográficos
Gaston Jules Louis Cadenat fue alumno de Jules-Félix Coutan y Paul Landowski en la École Nationale Supérieure des Beaux-Arts de París. Obtuvo en 1930 el segundo Premio de Roma en escultura.

## Obras
Entre sus esculturas destaca la de uno de los atletas de piedra que custodian la entrada del Palacio de Deportes de Puteaux, realizada en 1943 e instalada en 1946. El otro atleta que hace pareja es de Guy-Charles Revol. 48°52′44″N 2°14′47″E / 48.87889, 2.24639